# آن أميرة أوراني
آن أميرة أوراني (بالإنجليزية: Anne, Princess Royal and Princess of Orange) (2 نوفمبر 1709-12 يناير 1759م) هي ثاني أولاد وأكبر بنات الملك جورج الثاني ملك بريطانيا العظمى وزوجته كارولاين أميرة أنسباخ. كانت زوجةً للأمير ويليام الرابع أمير أورانيا، وهو أول ستاتهاودر وريث لجميع محافظات شمال هولندا السبعة. كانت وصية على عرش هولندا منذ عام 1751 حتى وفاتها عام 1759، مُتمتّعة بسلطة كليةٍ نيابة عن ابنها الأمير ويليام الخامس. اشتُهرت بصفتها أنجلوفيل، بالنظر إلى تنشئتها الإنجليزية ومعارف عائلتها، لكنها عجزت عن إقناع جمهورية هولندا بالمشاركة في حرب السنوات السبع إلى جانب البريطانيين. كانت الملكة آن ثاني ابنة لملكٍ بريطاني تحمل لقب الأميرة الملكية البريطانية. عُرفت بعض الأوقات في هولندا باسم آنا فان هانوفر.

## نشأتها
وُلدت آن في قصر هيرينهاوسن، هانوفر، قبل خمس سنوات من نجاح جدها لأبيها، الناخب جورج لويس، بالوصول إلى عرشي بريطانيا العظمى وأيرلندا باسم جورج الأول. عُمّدت بُعَيد ولادتها في قصر هيرينهاوسن. وسُميت باسم ابنة عم جدها لأبيها الثانية، آن، ملكة بريطانيا العظمى.
تعلمت الألمانية والفرنسية والإنجليزية، ودرّسها جورج فريدريك هاندل الموسيقى (مشتملةً على الغناء والهاربسكورد والتلحين). لم يحب هاندل التعليم، لكنه قال إنه يستطيع «منح الاستثناء الوحيد لآن، زهرة الأميرات». بقيت داعمةً له طوال حياتها، تحضر أوبيراته وتشترك في موسيقاه.
واجهت آن الجدري وتغلبت عليه عام 1720، وبعد سنتين ساعدت والدتُها في نشر عملية التَجدير (نوع سابق من أنواع التمنيع ضد الجدري)، الأمر الذي شهدته ليدي ماري وورتلي مونتياغو وتشارلز ميتلاند في القسطنطينية. بناءً على أوامر كارولاين، مُنح ستة مساجين محكومين بالإعدام فرصة الخضوع للتجدير بدلًا عن تنفيذ الحكم: نجوا كلهم، كما نجا ستة أطفال يتامى تلقوا العلاج نفسه كاختبار إضافي. بعد اقتناع الملكة بموثوقيته الطبية، أخضعت ابنتيها الصغريين، أميليا وكارولاين، إلى تلقيح ناجح. امتلأ وجه آن بالندوب نتيجة الداء، ولم تعد بمستوى جمال أختيها.
في 30 أغسطس 1727، استحدث جورج الثاني لابنته الكبرى لقب الأميرة الملكية البريطانية، وهو لقب بطل استخدامه منذ أن اخترعه الملك تشارلز الأول لابنته ماري، أميرة أورانيا عام 1642.

## أميرة أورانيا
في عام 1725، دُرست احتمالية عقد زواج بين آن وملك فرنسا لويس الخامس عشر. كانت وجهة النظر الفرنسية، أن زواجًا كهذا من شأنه منح فرنسا حيادًا قيمًا بين هولندا وبروسيا، بالإضافة إلى حماية ضد إسبانيا. على كل حال، سببت الخلافات الدينية مشاكل. بينما اعتُبرت موافقة آن على التحوّل إلى الكاثوليكية أمرًا مضمونًا، كان هناك مخاوف أن يبقى هذا غير كافٍ بالنسبة للبابا، الذي كان دعمه مطلوبًا، تحديدًا بالنظر إلى فسخ الخطوبة بين لويس الخامس عشر وأميرة إسبانية، وأرجحية صيرورة آن وصية على عرش فرنسا مع وجود حالة من الخشية من أدنى وصاية لها بسبب ميولها الدينية المفترضة تجاه المسيحيين الفرنسيين في فرنسا. أُلغيت المخططات في النهاية عندما أصر الفرنسيون على تحول آن إلى الرومانية الكاثوليكية.
تزوجت ويليام الرابع أمير أورانيا يوم 25 مارس 1734 (أسلوب التأريخ الجديد) في الكنيسة الملكية في قصر سانت جيمس. توقفت وقتها عن استخدام لقبها البريطاني لصالح نظيره الجديد الذي اكتسبته بالزواج. ضبط هاندل الموسيقى التي عُزفت في زفافهما، هذا هو اليوم الموعود، على كلمات الأميرة الخاصة المرتكزة على سفر المزامير من 45 حتى 118. ألّف هاندل حفلةً أوبيرالية باسم بارناسو إن فيستا تكريمًا للزفاف، نُفذت للمرأة الأولى في مسرح الملك بلندن في 13 مارس 1734، ولاقت نجاحًا كبيرًا.
عانى ويليام من تشوه في العمود الفقري، وكان ذلك ذا أثر على مظهره، لكن آن قالت إنها ستتزوجه حتى «ولو كان رُبَّاحًا». رُوي أن سبب إصرارها الشديد على هذا الزواج هو رغبتها في الزواج ببساطة، لتتفادى حياة العنوسة في بلاط أبيها وأخيها اللذين لم تتفق معهما؛ وباعتبار أن الندّ الوحيد المناسب لها يجب أن يكون عاهلًا أو وريث عرش، كان ويليام في حقيقته خيارها البروتستانتي الوحيد المتبقي، وعندما استجوبها والدها، صرّحت بأن المسألة ليست ما إذا كان يجب عليها الزواج بويليام أم لا، بل السؤال بالأحرى هو ما إذا كان يجب عليها الزواج على الإطلاق. وتشاجرت مع أخيها، أمير ويلز، حول خيارها.
أبحر ويليام وآن إلى مقاطعة هولندا بعد قضاء شهر عسلهما في كيو. وفي هولندا، أقاما في ليوواردن. سرعان ما شعرت آن بالحنين إلى الوطن إثر ذهاب ويليام في حملة إلى راينلاند، وعادت إلى إنجلترا، معتقدة أنها حامل، وكانت منقادةً بإيمانها أن ابنها يجب أن يولد في بريطانيا العظمى ليوُفّق في الوصول إلى عرشي بريطانيا وأيرلندا. على كل حال، سبّب هذا القرار نزاعًا مع زوجها ووالدها، وأمراها كلاهما بالعودة إلى هولندا بعد إقامة قصيرة. بحلول أبريل من عام 1735، أصبح واضحًا أن آن ليست حاملًا. في عام 1736، حملَت فعلًا، لكن طفلها (فتاة) وُلد ميتًا.
لم تكن آن محبوبة من قبل الشعب الهولندي ولم تتفق مع حماتها كما يجب. لوحظ أنها متغطرسة، ومؤمنة بغلبة البريطانيين على الهولنديين؛ أحبت العزلة مع ميولها الموسيقية والادبية؛ واتُّهمت بالتقليل من احترام أهل البلاط، مثل إجبار مساعداتها على القراءة لها لساعات، متجاهلة إرهاقهنّ. كانت علاقتها بويليام غير وثيقة في البداية، لكنها تطورت أخيرًا إلى انسجام وحميمية، الأمر الذي انعكس على وئامهما. في عام 1747، أصبح ويليام ستاتهاودرَ لكامل المحافظات السبعة الموحدة، تبع هذا الأمر تعديل دستوري جعل سلطته الجديدة الأكثر اتساعًا وراثية. انتقل ويليام وآن إلى لاهاي، حيث عرفت آن هاندل على هولندا بقبوله دعوتها إلى حياتها الموسيقية في لاهاي عام 1750. كانت الملحنة جوسينا فان أيرسين أحد مساعداتها.

## الوصاية على العرش
توفي ويليام الرابع في 22 أكتوبر 1751 بعمر أربعين عامًا، وعُينت آن وصية على العرش بالنيابة عن ابنها ويليام الخامس ذي السنوات الثلاث. حازت على كل المزايا التي يتمتع بها ستاتهاودر هولندي بالوراثة عادةً، باستثناء واجبات المكتب العسكرية، التي كانت موكلة للدوق لويس إيرنست من برونسويك لونبيرغ. كانت مُجدّة في العمل، لكن متغطرسة ومستبدة، الأمر الذي جعلها مكروهةً. كانت خمسينيات القرن الثامن عشر سنوات تعاظم التوتر والتنافس التجاري بين هولندا وبريطانيا العظمى، ووضعها ذلك في موقف حرج.
ركزت سياسة آن الداخلية على الدفاع عن سلطة حكومة الستاتهاودر الوراثية المركزية ضد الحقوق التقليدية للدول الهولندية. ابتُكر تعديل منصب الستاتهاودر الوراثي خلال عهد زوجها الراحل؛ وكان ذلك مثيرًا للجدل وشُكك فيه بعد وفاته، لكن آن دافعت عن الحكومة المركزية بكفاءة. في النزاع مع مدينة هارلم على سبيل المثال، منعت المدينة من عقد انتخاباتها الخاصة عن طريق رفض إذاعة قائمة مرشحيها. امتعض الناس من حكمها الجائر، لكن سياستها التوحيدية أمّنت حكم الستاتهاودر الوراثي الجديد في هولندا بفاعلية.
بالنسبة لسياستها الخارجية، فضلت آن التحالف مع إمبراطور بريطانيا على حساب فرنسا، متبعةً بذلك سياسة لم تكن رائجة في هولندا، وعورض تحصينها للمحافظات الجنوبية ضد هولندا الفرنسية بشدة.
استمرت آن في مهامها بصفة وصية على العرش حتى وفاتها عام 1759 نتيجة الاستسقاء (الوذمة) في لاهاي، وحلت محلها حماتها ماري لويس من هيسي كاسيل، وساعدها الدوق لويس إيرنست من برونسويك لونبيرغ. عندما ماتت عام 1765، تسلمت ابنة آن، كارولاين، مهام الوصاية حتى بلغ ويليام الخامس سن الرشد عام 1766.